# Абрамова Ганна Василівна
Ганна Василівна Абрамова (14 листопада 1927, село Битюг-Матрьоновка, Воронезька губернія — 22 листопада 1993, село Битюг-Матрьоновка, Воронезька область) — передовик сільськогосподарського виробництва, доярка. Герой Соціалістичної Праці (1971).

## Біографія
Народилася 14 листопада 1927 року в селянській родині в селі Битюг-Матрьоновка Усманського повіту Воронезької губернії. Закінчила неповну середню школу в рідному селі. Під час Другої світової війни перебувала в Криму. Після повернення на батьківщину в 1948 році влаштувалася на роботу в колгосп дояркою «Красноармійський» Ертильского району. Під час 8-ї п'ятирічки (1966—1970) отримала в середньому по 2563 кг молока від кожної корови замість запланованих 2290 кг.
У 1970 році отримала 3820 кг молока замість плану в 3317 кг. За видатні досягнення у трудовій діяльності удостоєна в 1971 році звання Героя Соціалістичної Праці.
Пропрацювала в рідному колгоспі 34 роки.
Після виходу на пенсію у 1982 році проживала у рідному селі до своєї смерті в 1993 році. Похована в місті Ертиль.

## Нагороди
- Герой Соціалістичної Праці — указом Президії Верховної Ради СРСР від 8 квітня 1971 року
- Також нагороджена орденом Жовтневої Революції і медалями.